# Šibovac
Šibovac (csehül: Šibovec) falu Horvátországban Belovár-Bilogora megyében. Közigazgatásilag Szircshez tartozik.

## Fekvése
Daruvártól légvonalban 3, közúton 6 km-re délnyugatra, községközpontjától légvonalban 6, közúton 8 km-re északnyugatra, a Šibovac-patak partján fekszik. 

## Története
A térség a 17. század végén szabadult fel a török uralom alól. A kihalt területre a parlagon heverő földek megművelése és a határvédelem céljából a 18. század első felében Bosznia területéről telepítettek be szerb anyanyelvű lakosságot. A 18. század közepén a daruvári és szircsi uradalmat daruvári Jankovich Antal Pozsega vármegye alispánja vásárolta meg. Az első katonai felmérés térképén „Dorf Schibovacz” néven találjuk. 
Lipszky János 1808-ban Budán kiadott repertóriumában „Sibokovacz” néven szerepel. Nagy Lajos 1829-ben kiadott művében „Sibovacz” néven 13 házzal és 87 ortodox vallású lakossal találjuk. A Magyar Királyságon belül Horvát–Szlavónország részeként, Pozsega vármegye Daruvári járásának része volt. 
1857-ben 133, 1910-ben 426 lakosa volt. A 19. század második felétől a 20. század elejéig az olcsó földterületek miatt és a jobb megélhetés reményében jelentős számú cseh lakosság telepedett le itt. 1910-ben a népszámlálás adatai szerint lakosságának 62%-a cseh, 37%-a szerb anyanyelvű volt. Az I. világháború után 1918-ban az új szerb-horvát-szlovén állam, majd később (1929-ben) Jugoszlávia része lett. 1941 és 1945 között a németbarát Független Horvát Államhoz, a háború után a település a szocialista Jugoszláviához tartozott. 1991-től a független Horvátország része. 1991-ben lakosságának 45%-a cseh, 24%-a szerb, 10%-a horvát nemzetiségű volt. 2011-ben 214 lakosa volt.

## Lakossága
| Lakosság változása | Lakosság változása | Lakosság változása | Lakosság változása | Lakosság változása | Lakosság változása | Lakosság változása | Lakosság változása | Lakosság változása | Lakosság változása | Lakosság változása | Lakosság változása | Lakosság változása | Lakosság változása | Lakosság változása | Lakosság változása |
| ------------------ | ------------------ | ------------------ | ------------------ | ------------------ | ------------------ | ------------------ | ------------------ | ------------------ | ------------------ | ------------------ | ------------------ | ------------------ | ------------------ | ------------------ | ------------------ |
| 1857               | 1869               | 1880               | 1890               | 1900               | 1910               | 1921               | 1931               | 1948               | 1953               | 1961               | 1971               | 1981               | 1991               | 2001               | 2011               |
| 133                | 231                | 295                | 374                | 402                | 426                | 454                | 498                | 445                | 463                | 478                | 452                | 351                | 324                | 241                | 214                |